# Nois (przystanek kolejowy)
Nois – przystanek kolejowy kolei wąskotorowej FEVE w Foz, w Galicji, w Hiszpanii.
| Nois                                   |  |                           |
| Linia Ferrol - Oviedo/Gijon (119,8 km) |  |                           |
| Cangas de Fozodległość: 2,5 km         |  | Fazouro odległość: 1,4 km |